# Passe Colmar
La Passe Colmar est une variété de poire.

## Synonymes
André Leroy relève 53 appellations différentes pour ce fruit et y voit la preuve de son grand intérêt : les tentatives de fraudes sont nombreuses pour essayer de s'approprier le mérite de sa création.

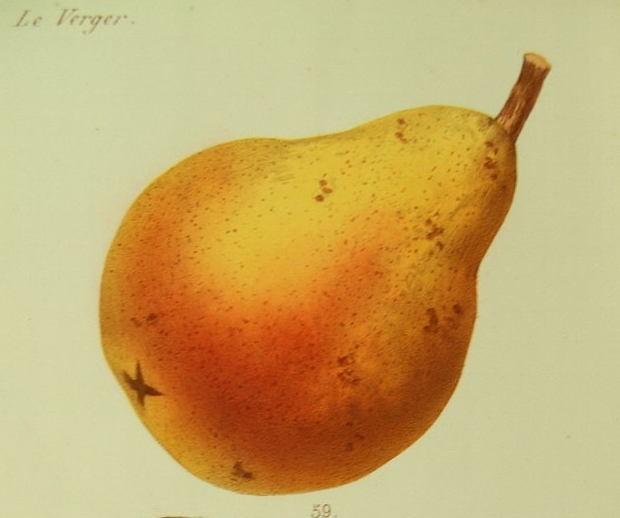
Passe Colmar, type 1.

- Ananas d'hiver.
- Cellite.
- Fondante de Paris.
- Impératrice.
- Passe Colmar doré.
- Passe Colmar gris.
- Passe Colmar tardif.
- Passe Colmar vineux.
- Die Regentin.
- Colmar souverain.
- Morette sucrée jaune.
- Colmar épineux.
- Passe-Colmar gris de Paeckel.
- Colmar d'Hardenpont.
- Présent de Malines.
- Bergentin.
- Colmar Preul.
- Marotte sucrée jaune.
- Suprême grise.
- Pucelle Condésienne.
- Gambier.
- Colmar de Silly.
- Double passe-Colmar.
- Beurré D'Argenson.
- Fondante de Mons[1].

## Origine
La poire vient d'un semis obtenu par l'abbé Hardenpont dans son jardin-pépinière, près d'Havré, à Mons, dans le Hainaut belge. Le premier rapport est signalé en 1758.

## Arbre
Les rameaux allongés sont minces, rouge violacé, à lenticelles petites et blanchâtres. Le bois porte des lenticelles très fines et clairsemées, des coussinets saillants.
Yeux moyens, courts, apprimés.
L'arbre pousse bien sur cognassier, sans être trop vigoureux.
Conduit en espalier, il donne de gros fruits. Il se prête également à toutes les autres formes. Il peut être planté sur tige à l'abri des grands vents.
Parfois attaqué par la tavelure, le fruit se développe assez bien Il est bon cependant de le soumettre aux pulvérisations cupriques d'hiver et de printemps.
Il reste cependant un fruit d'amateur,.

## Fruit
Fruit moyen ou assez gros, turbiné, plus ou moins allongé et plus ou moins régulier.
L'épiderme est mince, jaune citrin, ponctué de gris, lavé de rouge carmin à l'insolation.
Le pédicelle, de force et de longueur moyennes, se trouve implanté obliquement sur la pointe.
Œil moyen, ouvert sur une dépression superficielle.
Chair blanche, fine, fondante, bien sucrée, vineuse, parfumée.
Qualité : très bonne.

#### Ouvrages
- André Leroy, « Dictionnaire de Pomologie », Poires, tomes  I et II, Imprimeries Lachaire à Angers.
- H. Kessler : « Pomologie illustrée », Imprimeries de la Fédération S.A, Berne, ISBN
- Georges Delbard, « Les Beaux fruits de France d’hier », Delbard, Paris, 1993,  (ISBN 2-950-80110-2).
- Alphonse Mas, Le verger (1865-1870) et La pomologie générale (1872-1883). Le verger, tome 1, poires d'hiver, planche, 1865, aquarelles du verger, Le Verger français, tome 1, 1947.

#### Revues et publications
- Revue « Fruits Oubliés », no 54.